# دانيال جوزيف برادلي
دانيال جوزيف برادلي (بالإنجليزية: Daniel Joseph Bradley)‏ (و. 1928 – 2010 م) هو فيزيائي، وأستاذ جامعي من المملكة المتحدة . ولد في جمهورية أيرلندا، وديري .
وكان عضواً في الجمعية الملكية .
توفي في دبلن ، عن عمر يناهز 82 عاماً.

## مناصب وهيئات
أدار إمبريال كوليدج لندن، وكلية رويال هولواي، جامعة لندن.

## جوائز
حصل على جوائز منها:
- زميل في الجمعية الملكية
- قلادة ملكية.